# رأس فرووارد
رأس فرووارد هو الرأس الموجود في تشيلي، في شبه جزيرة برونزويك، وهي أقصى نقطة في الجنوب من البر الرئيسى في أمريكا الجنوبية. تم تعيينه من قبل الملاح البريطاني توماس كافنديش، في 14 يناير 1587. يعني الاسم باللغة الإنجليزية «راس أجبان» يقع راس فوروارد على بعد 90 كم من مدينة بونتا أريناس وعلى بعد حوالي 15600 كم من بوينت هوب في ألاسكا وهي أطول مسافة بين نقطتين في نفس القارة.